# Bartolomeu de Quental

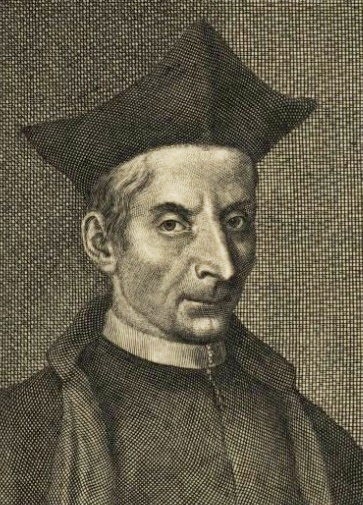
Bartolomeu de Quental

Bartolomeu de Quental (Fenais da Luz, Açores, 23 de Agosto de 1626 - Lisboa, 20 de Dezembro de 1698) foi um padre e escritor religioso português. Introduziu em Portugal a Congregação do Oratório de São Filipe Néri, em 1659.

## Biografia
Bartolomeu de Quental nasceu em 23 de Agosto de 1626 em Fenais da Luz, nos Açores, filho de Francisco Andrade Cabral e Ana de Quental. Frequentou a Universidade de Évora, onde estudou Teologia e Filosofia, e obteve o grau de Mestre em Artes (1647). No ano de 1653 é ordenado sacerdote. Em 1654, o padre Bartolomeu de Quental é nomeado capelão, confessor e pregador da Capela Real, por D. João IV.
Com o apoio de D. Luísa de Gusmão, Quental criará as bases para a Congregação do Oratório, através da constituição de uma congregação de sacerdotes consagrada à Virgem Maria. Como missionário, esteve presente na Congregação do Oratório de Pernambuco e Goa.
Recebe o título de venerável pelo Papa Clemente XI, confirmado pelo Papa Bento IV.
Antepassado do escritor Antero de Quental, morre em Lisboa em 20 de Dezembro de 1698.

## Obras
- Meditações da Infância de Cristo (3 volumes, 1666/1675/1683)
- Sermões (2 volumes, 1692/1694)
- Meditações dos Domingos do Ano (3 volumes, 1695/1696/1699)
- Cartas